# 6206 Corradolamberti
6206 Corradolamberti (1985 TB1) là một tiểu hành tinh vành đai chính được phát hiện ngày 15 tháng 10 năm 1985 bởi E. Bowell ở trạm Anderson Mesa thuộc đài thiên văn Lowell. Tiểu hành tinh được đặt theo tên của Corrado Lamberti, nhà thiên văn học Italy.